# Geranium umbelliforme
Geranium umbelliforme là một loài thực vật có hoa trong họ Mỏ hạc. Loài này được Franch. mô tả khoa học đầu tiên năm 1889.